# 朱厝崙福聚宮
25°02′59″N 121°32′31″E / 25.0495954°N 121.5420469°E

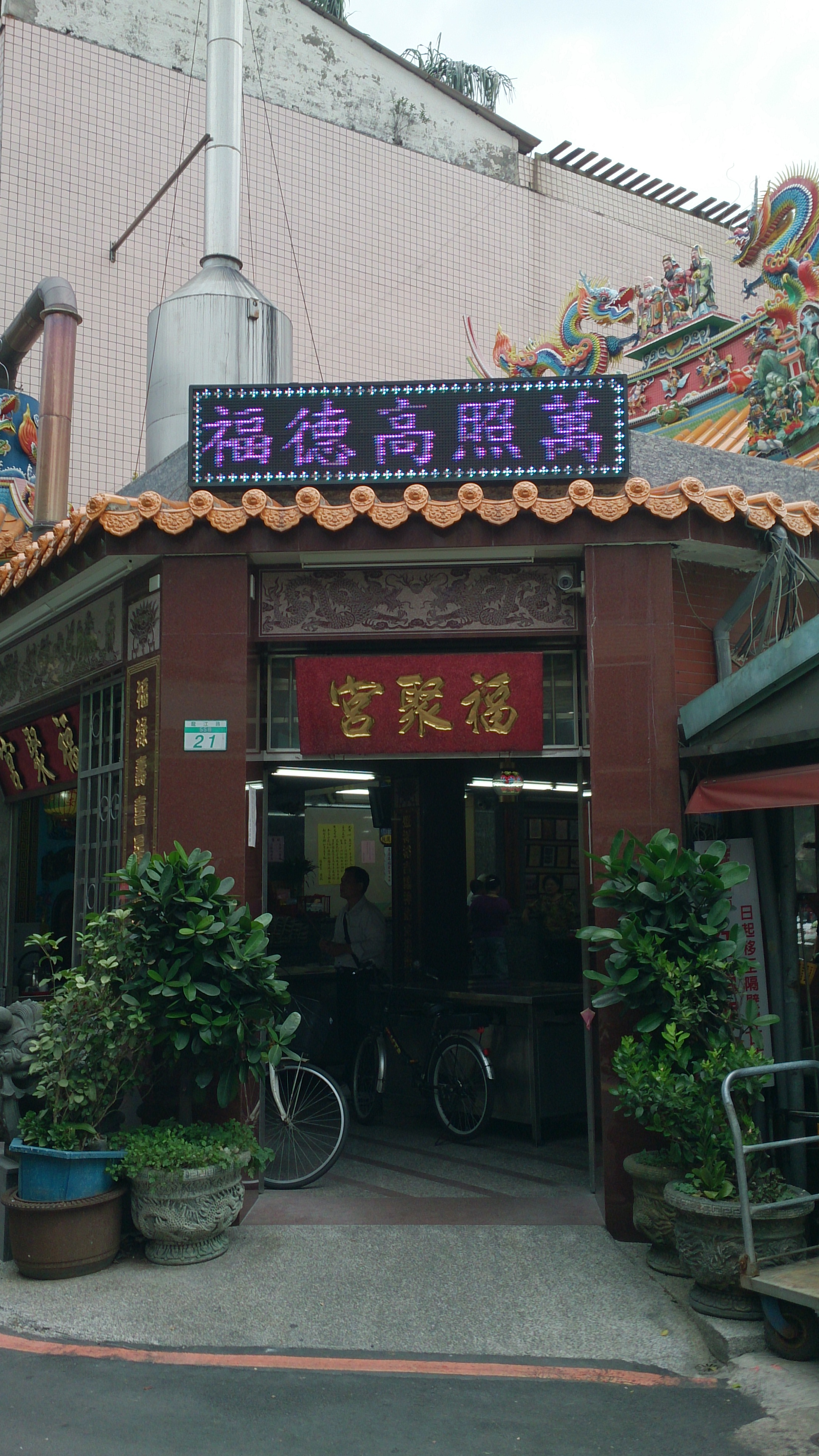
臺北中崙朱厝崙福聚宮

朱厝崙福聚宮全名為財團法人台北市朱厝崙福聚宮，位於台灣台北市中山區龍江路，為主祀福德正神之道教廟宇。興建於1961年，採仿古之現代建築。另外，該廟宇的組織型態為財團法人制，祭典日期則是每年農曆之二月初二。